# Assemblea generale della Georgia
L'Assemblea generale della Georgia (in inglese Georgia General Assembly) è l'organo legistativo dello Stato americano della Georgia. È un organo bicamerale, essendo composto dalla Camera dei Rappresentanti e dal Senato della Georgia e si riunisce nel Campidoglio dello Stato della Georgia.

## Storia
L'assemblea generale della Georgia venne costituita nel 1777, all'adesione della colonia alla guerra d'indipendenza americana in opposizione al Regno di Gran Bretagna. Inizialmente riunita a Savannah, l'assemblea si spostò presto nella più sicura e difendibile Augusta, che in seguito designò nuova capitale statale. In seguito fu nuovamente trasferita, prima a Louisville, poi a Milledgeville e infine nel 1868 ad Atlanta, dove si trova ancora oggi.

## Composizione
L'assemblea, ospitata nel Campidoglio di Atlanta, si compone di una Camera di 180 membri e di un Senato di 56 membri, siti nelle ali opposte del palazzo governativo.
Le elezioni per il rinnovamento delle due camere avvengono ogni due anni, tradizionalmente in quelli pari; entrambe posseggono numerose commissioni parlamentari, ad alcune delle quali i deputati sono obbligati ad aderire al momento stesso della loro assunzione del seggio per velocizzare e rendere più efficiente il lavoro dell'assemblea.
Il vicegovernatore della Georgia tradizionalmente presiede il Senato, mentre lo speaker la Camera dei Rappresentanti.